# Komariwka (rejon podolski)
Komariwka (ukr. Комарівка) – wieś na Ukrainie, w obwodzie odeskim, w rejonie podolskim, w hromadzie Lubasziwka. W 2001 liczyła 232 mieszkańców.